# Wild Boy
Wild Boy é o décimo single da carreira solo de Hironobu Kageyama. Foi lançado em 1º de novembro de 1986 pela Nippon Columbia e possui duas faixas, a homônima e "Back to the Dream."

## Produção
O próprio Kageyama escreveu e compôs as músicas, que foram tocadas com a banda Do-ya.
Para os arranjos das duas faixasdo single, Kageyama convocou Kenichi Sudo, solidificando uma parceria que viria a se estender por décadas, formando três bandas com ele, a AIRBLANCA, a TRY FORCE e a BROADWAY, com quem compuseram diversas músicas de Os Cavaleiros do Zodíaco, compiladas no álbum Saint Seiya Hit Kyokushuu III BOYS BE ~Kimi ni Ageru Tame ni~. Sudo já havia trabalhado com Kageyama em seu álbum Born Again; e viria a trabalhar com ele em seus álbuns  I'm in You; Cold Rain; e Rock Japan.

## Recepção
Sobre o single, o site Shiosairec destaca o estilo "rock de rua oitentista" das composições.

## Legado
Kageyama inclui ambas as músicas em sua coletânea comemorativa Hironobu Kageyama 20th Anniversary Eternity.
Quando seu álbum Born Again foi relançado com o nome Born Again+4, por incluir quatro canções que não faziam parte dele originalmente, ambas as faixas deste single foram duas das quatro músicas adicionadas.

## Faixas
| Lado A         |                |                |                |                |         |  |
| N.º            | Título         | Letras         | Música         | Arranjo        | Duração |  |
| 1.             | "Wild Boy"     | H. Kageyama    | H. Kageyama    | Kenichi Sudo   | 4:17    |  |
| Duração total: | Duração total: | Duração total: | Duração total: | Duração total: | 4:17    |  |

| Lado B         |                     |                |                |                |         |  |
| N.º            | Título              | Letras         | Música         | Arranjo        | Duração |  |
| 1.             | "Back to the Dream" | H. Kageyama    | H. Kageyama    | K. Sudo        | 3:55    |  |
| Duração total: | Duração total:      | Duração total: | Duração total: | Duração total: | 3:55    |  |